# Управління грошового обігу Гонконгу
Управління грошового обігу Гонконгу (англ. Hong Kong Monetary Authority, кит.: 香港金融管理局) — державна установа Гонконгу, що виконує окремі функції центрального банку (точніше, валютної ради).
Управління грошового обігу Гонконгу створене 1 квітня 1993 року.
Уряд Гонконгу через Управління грошового обігу Гонконгу надав дозвіл випускати банкноти 3 комерційним банкам (The Hongkong and Shanghai Banking Corporation Limited, the Bank of China (Hong Kong) Limited, the Standard Chartered Bank (Hong Kong) Limited).

## Міжнародні резерви
Станом на кінець лютого 2017 р., валютні резерви Гонконгу становили 390.5 млрд USD, що більш ніж в 7 разів покривало обсяги національної валюти в готівковому обігу.